# Cambria (Kalifornien)
Cambria ist ein census-designated place (CDP) im San Luis Obispo County im US-Bundesstaat Kalifornien mit 5678 Einwohnern (Stand: 2020).
Sie liegt an der California State Route 1, etwa sechs Kilometer von San Simeon entfernt. Die idyllische Lage des Ortes wird von jeher als Künstler- und Ruheressort geschätzt.
Die Läden und Häuser sind im alten englischen Ortsstil gehalten. Den größten Blickfang bietet das historische Schulhaus von 1881, welches heute ein Künstlermuseum ist.